# Nezdřev
Nezdřev (en allemand : Nedrew) est une commune du district de Plzeň-Sud, dans la région de Plzeň, en République tchèque. Sa population s'élevait à 100 habitants en 2022.

## Géographie
Nezdřev se trouve à 12 km à l'ouest de Blatná, à 44 km au sud-est de Plzeň et à 89 km au sud-ouest de Prague.
La commune est limitée par Kasejovice au nord-ouest, par Hradiště au nord, à l'est et au sud, et par Oselce au sud-ouest.

## Histoire
La première mention écrite de la localité date de 1412.

## Galerie

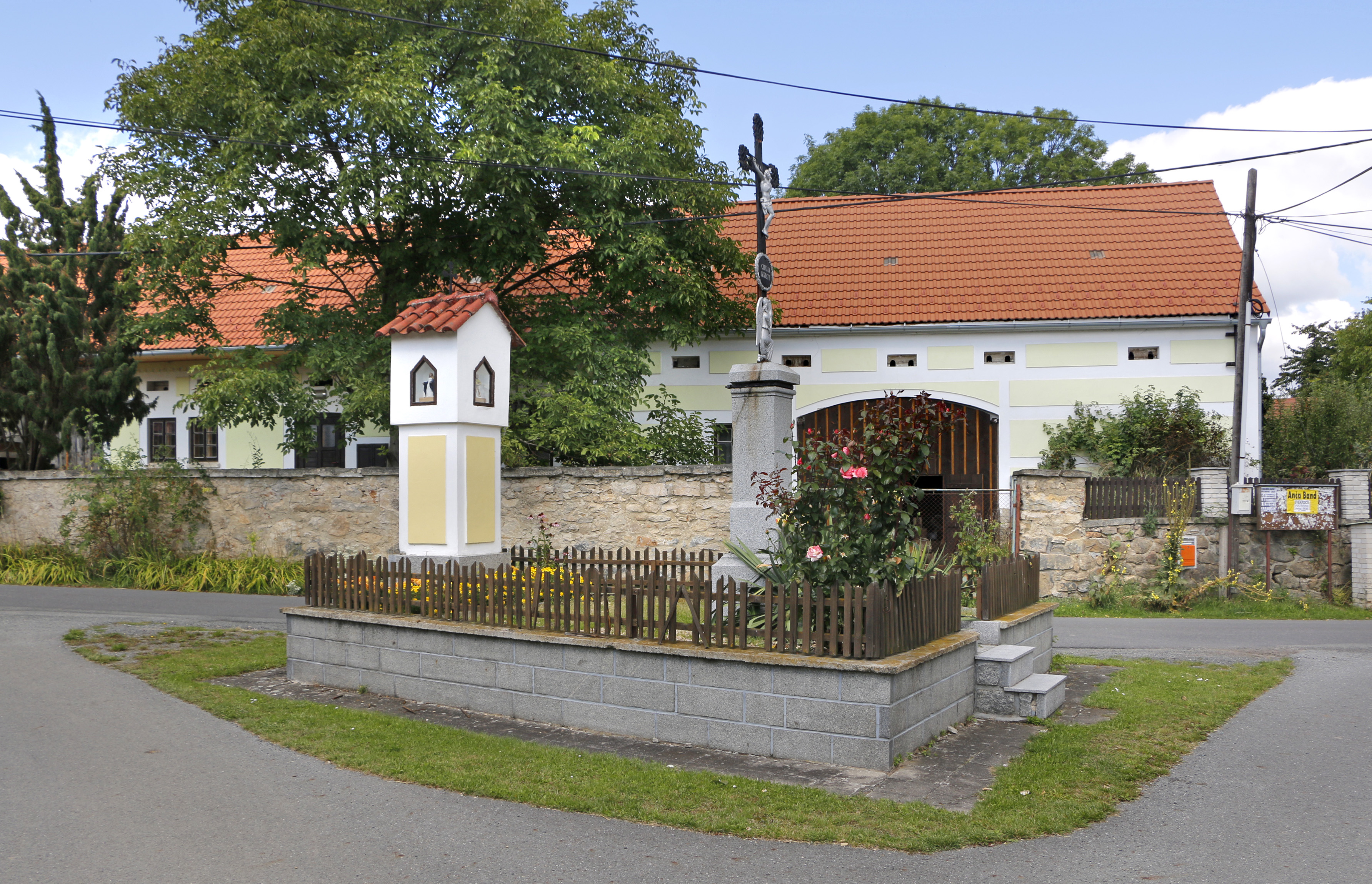
Centre de Nezdřev.
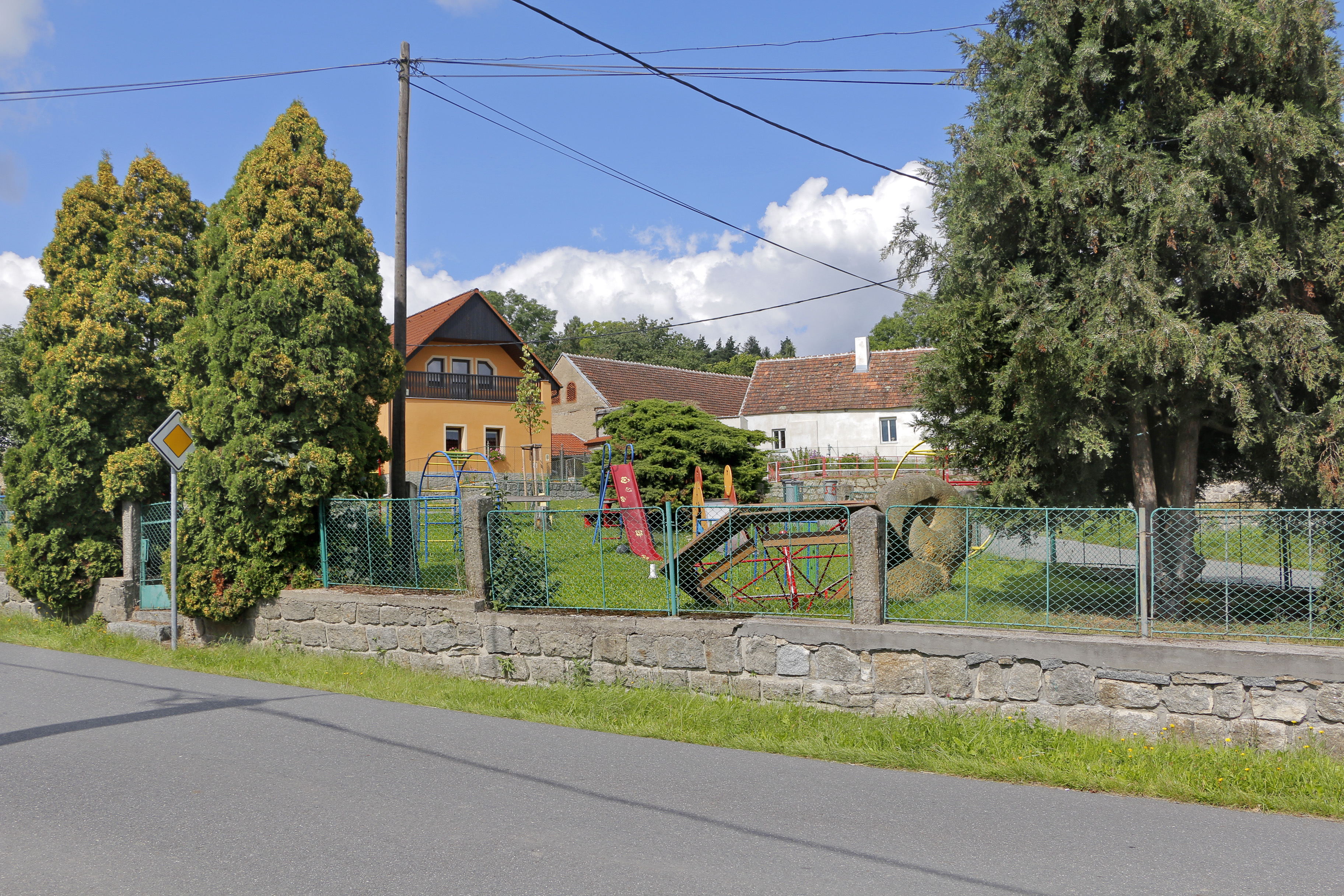
Aire de jeux.

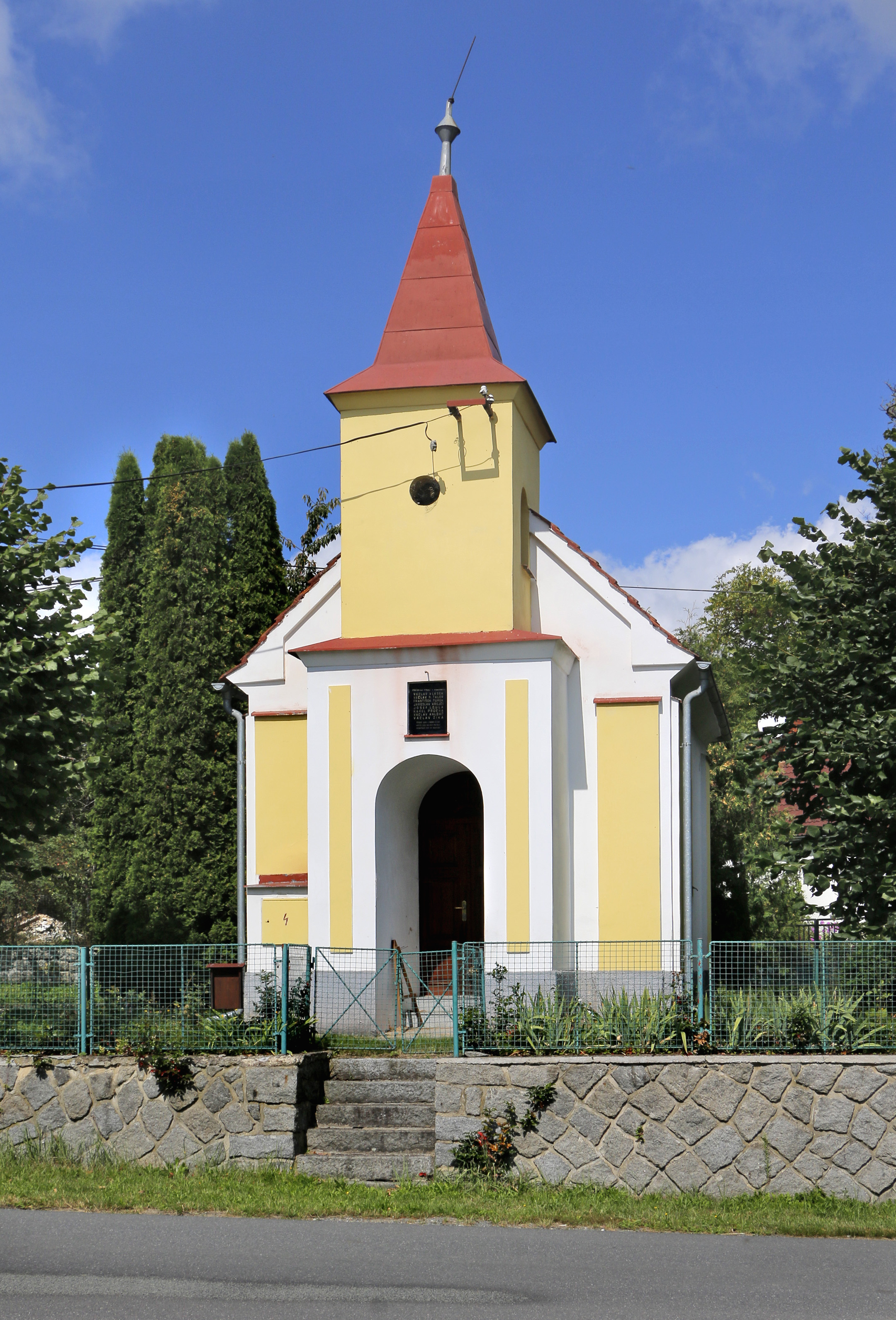
Chapelle à Nezdřev.
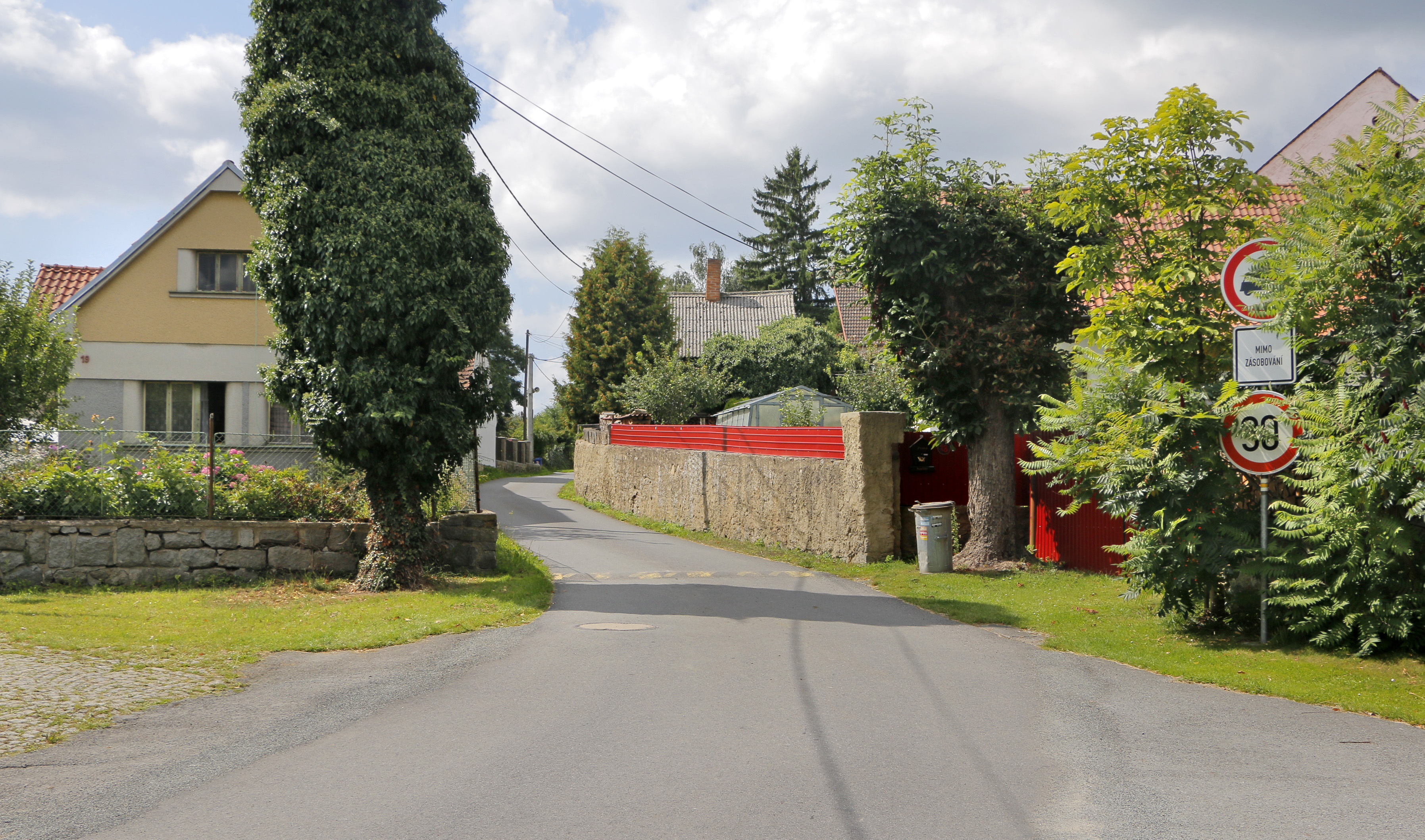
Route vers Řesanice.

## Transports
Par la route, Nezdřev se trouve à 16 km de Nepomuk, à 52 km de Plzeň et à 102 km de Prague. 